# Plavání na Letních olympijských hrách 1936
Plavání na Letních olympijských hrách 1936.

## Přehled medailí
| Pořadí | Země                         | Zlato | Stříbro | Bronz | Celkově |
| ------ | ---------------------------- | ----- | ------- | ----- | ------- |
| 1.     | Japonsko (JPN)               | 4     | 2       | 5     | 11      |
| 2.     | Nizozemsko (NED)             | 4     | 1       | 0     | 5       |
| 3.     | Spojené státy americké (USA) | 2     | 3       | 3     | 8       |
| 4.     | Maďarsko (HUN)               | 1     | 0       | 1     | 2       |
| 5.     | Německo (GER)                | 0     | 3       | 1     | 4       |
| 6.     | Dánsko (DEN)                 | 0     | 1       | 1     | 2       |
| 7.     | Argentina (ARG)              | 0     | 1       | 0     | 1       |
| Celkem | Celkem                       | 11    | 11      | 11    | 33      |

## Medailisté

### Muži
| Kategorie                    | Zlato                                                                            | Stříbro                                                                                 | Bronz                                                                        |
| ---------------------------- | -------------------------------------------------------------------------------- | --------------------------------------------------------------------------------------- | ---------------------------------------------------------------------------- |
| 100 m volný způsob           | Ferenc Csik · Maďarsko (HUN)                                                     | Masanori Yusa · Japonsko (JPN)                                                          | Shigeo Arai · Japonsko (JPN)                                                 |
| 400 m volný způsob           | Jack Medica · Spojené státy americké (USA)                                       | Shunpei Uto · Japonsko (JPN)                                                            | Shozo Makino · Japonsko (JPN)                                                |
| 1500 m volný způsob          | Noboru Terada · Japonsko (JPN)                                                   | Jack Medica · Spojené státy americké (USA)                                              | Shunpei Uto · Japonsko (JPN)                                                 |
| 100 m znak                   | Adolph Kiefer · Spojené státy americké (USA)                                     | Al Vande Weghe · Spojené státy americké (USA)                                           | Masaji Kiyokawa · Japonsko (JPN)                                             |
| 200 m prsa                   | Tetsuo Hamuro · Japonsko (JPN)                                                   | Erwin Sietas · Německo (GER)                                                            | Reizo Koike · Japonsko (JPN)                                                 |
| štafeta 4×200 m volný způsob | Japonsko (JPN) · Shigeo Arai · Shigeo Sugiura · Masaharu Taguchi · Masanori Yusa | Spojené státy americké (USA) · Ralph Flanagan · John Macionis · Jack Medica · Paul Wolf | Maďarsko (HUN) · Oszkár Abay-Nemes · Ferenc Csik · Ödön Gróf · Árpád Lengyel |

### Ženy
| Kategorie                    | Zlato                                                                                          | Stříbro                                                                                     | Bronz |
| ---------------------------- | ---------------------------------------------------------------------------------------------- | ------------------------------------------------------------------------------------------- | --- |
| 100 m volný způsob           | Rie Mastenbroeková · Nizozemsko (NED)                                                          | Jeannette Campbellová · Argentina (ARG)                                                     | Gisela Arendtová · Německo (GER)                                                                         |
| 400 m volný způsob           | Rie Mastenbroeková · Nizozemsko (NED)                                                          | Ragnhild Hvegerová · Dánsko (DEN)                                                           | Lenore Wingardová · Spojené státy americké (USA)                                                         |
| 100 m znak                   | Nida Senffová · Nizozemsko (NED)                                                               | Rie Mastenbroeková · Nizozemsko (NED)                                                       | Alice Bridgesová · Spojené státy americké (USA)                                                          |
| 200 m prsa                   | Hideko Maehataová · Japonsko (JPN)                                                             | Martha Genengerová · Německo (GER)                                                          | Inge Sørensenová · Dánsko (DEN)                                                                          |
| štafeta 4×100 m volný způsob | Nizozemsko (NED) · Rie Mastenbroeková · Willy den Oudenová · Jopie Selbachová · Tini Wagnerová | Německo (GER) · Gisela Arendtová · Ruth Halbsguthová · Leni Lohmarová · Ingeborg Schmitzová | Spojené státy americké (USA) · Mavis Freemanová · Bernice Lappová · Olive McKeanová · Katherine Rawlsová |